# 스큐브

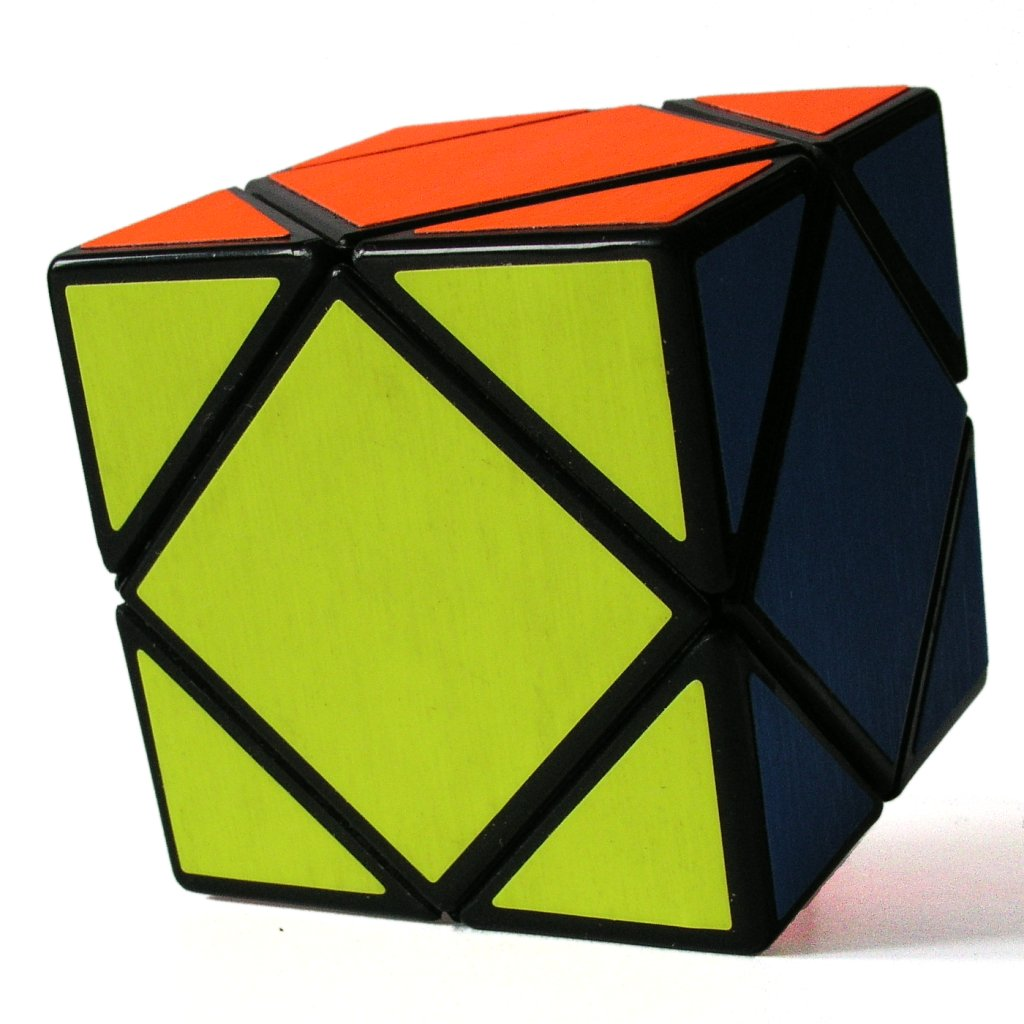
완성된 상태의 스큐브

이 그림에서 나타난 것처럼 큐브를 나누는 스큐브의 네 회전 평면.

스큐브 (Skewb /ˈskjuːb/)는 루빅스 큐브 스타일의 조합 퍼즐이고 기계적 퍼즐이다. 이것은 Tony Durham에 의해 고안되었고 우베 메페르트(Uwe Mèffert)에 의해 판매되었다. 이것이 정육면체 형태로 생겼지만, 이것은 회전축이 면의 중앙을 지나지 않고 귀퉁이를 지난다는 점에서 루빅스 큐브의 구성과 다르다. 이런 정육면체의 공간 대각선인 축이 네 개가 있다. 따라서, 이것은 회전이 여섯 면 전체에 영향을 미치는 -딥컷 퍼즐이다.
그의 첫번째 정사면체형 퍼즐 피라밍크스의 시리즈의 일부라는 것을 강조하기 위해 이 퍼즐에 메페르트가 붙인 원래 이름은 피라밍크스 큐브였다. 더 인기를 얻은 이름인 스큐브는 더글러스 호프스태터의 칼럼 Metamagical Themas에서 지어진 것이다. 그리고 메페르트는 피라밍크스 큐브를 이 이름으로 발표했을 뿐만 아니라 스큐브 다이아몬드와 같은 그의 후속 퍼즐에서도 쓸 정도로 좋아했다.
마스터 스큐브와 엘리트 스큐브라고 이름붙은 높은 차수의 스큐브도 만들어졌다.

## 조각의 방향
스큐브는 보기에는 쉽지만, 그 조각이 실제로는 부분군으로 나눠지고 퍼즐의 메커니즘을 조사하면 나타나는 제한을 가지고 있다. 귀퉁이 조각 8개는 두 부분군으로 나눠진다—중심의 팔을 4개 가지는 삼발이에 붙어있는 네 귀퉁이와 메커니즘에서 쉽게 제거할 수 있는 "떠있는" 귀퉁이이다. 이 귀퉁이 조각은 교환될 수 없다, 즉, 네 귀퉁이의 단일군에서, 그 상대적인 위치는 바뀌지 않는다. 이것들은 귀퉁이 조각에 압력을 가하면 구분할 수 있다(조각이 약간 들어가면 그 조각은 떠있는 귀퉁이 조각이다). 중앙은 두가지 방향만이 가능한데, (스큐브 다이아몬드나 스큐브 얼티메이트같은) 중앙 조각의 방향을 시각적으로 볼 수 있는 스큐브 같은 퍼즐을 섞거나 퍼즐을 분해할 때 분명히 볼 수 있다.

## 기록
가장 빠른 스큐브 해결의 세계 기록은 0.81 초로, 미국의 Zayn Khanani가 2022년 7월 9일에 Rubik's WCA North American Championship 2022서 세웠다. (가장 빠른 것과 느린 것을 제외한) 다섯 해결 평균의 세계 기록은 1.53로, 미국의Carter Kucala가 2023년 7월 15일에 Canadian Championship 2023에서 세웠으며.

## 같이 보기
- 루빅스 큐브
- 피라밍크스
- 피라밍크스 듀오
- 피라밍크스 다이아몬드
- 메가밍크스
- 스큐브 다이아몬드
- 스큐브 얼티메이트
- 도직
- 조합 퍼즐
- 기계적 퍼즐